# Lohberg (Vacha)
Der Lohberg ist eine 322,6 m ü. NHN hohe, teilweise bewaldete Erhebung in den Gemarkung der Stadt Vacha und der Gemeinde Unterbreizbach im thüringischen Wartburgkreis. Naturräumlich zählt der Berg im Salzunger Werrabergland (Nr. 359) zum Stadtlengsfelder Hügelland (359.0).
Etwa 600 m nordwestlich des Berggipfels und über eine dortige Nebenkuppe (namenlos; 309,4 m) des Lohbergs verläuft die Grenze zur Gemeinde Philippsthal im hessischen Landkreis Hersfeld-Rotenburg. Dort befindet sich ein Abschnitt vom Grünen Band Deutschland, das auf Resten des Kolonnenwegs der ehemaligen innerdeutschen Grenze erwandert werden kann. Der heute als Wanderweg hergerichtete Kammweg führte im Mittelalter als ein Zweig der Antsanvia nach Hünfeld und Fulda. Auf der Gipfelregion entstanden in den 1990er Jahren die ersten Windkraftanlagen bei Vacha.